# استیو الیوت (بازیکن فوتبال، زاده ۱۹۵۸)
استیو الیوت (انگلیسی: Steve Elliott؛ زادهٔ ۱۵ سپتامبر ۱۹۵۸) بازیکن فوتبال اهل بریتانیا است.
از باشگاه‌هایی که در آن بازی کرده‌است می‌توان به باشگاه فوتبال ناتینگهام فارست، باشگاه فوتبال پرستون نورث اند، باشگاه فوتبال لوتون تاون، باشگاه فوتبال بولتون واندررز، باشگاه فوتبال بری، باشگاه فوتبال روچدیل، باشگاه فوتبال والسال، و باشگاه فوتبال گایزلی اشاره کرد.